# Эйвон (река, впадает в Ла-Манш у Бигбери-он-Си)
Эйвон, также встречается название Она, (англ. Avon, или Aune) — река в графстве Девон (Юго-Западная Англия). Эйвон берёт своё начало в южной половине Дартмурского национального парка, на верховом болоте к западу от холма Райдерз Хилл. После выхода из Дартмурской вересковой пустоши река течёт через Южный Брент, Эйвонуик, Эйвтон Гиффорд и впадает в Ла-Манш у Бигбери-он-Си.
Недалеко от места, где река покидает Дартмур, в 1957 году была построена плотина, которая привела к образованию Эйвонского водохранилища.
Название Avon происходит от пракельтского корня *abon- со значением «река».